# 16 août en sport
16 juillet 16 septembre
Chronologies thématiques
- Croisades
- Ferroviaires
- Disney

Le 16 août (228e jour de l'année ou 229e en cas d'année bissextile) en sport.

## Événements

### XIXesiècle
- 1879 :
  - (Football) : des élèves de la St-Andrew’s Church Sunday School fondent le club de football anglais de Fulham Football Club.

### XXesièclede1901à1950
- 1919 :
  - (Football) : Montreal Grand Trunk remporte la Coupe Connaught face aux Winnipeg War Veterans. Stade olympique de Berlin
- 1931 :

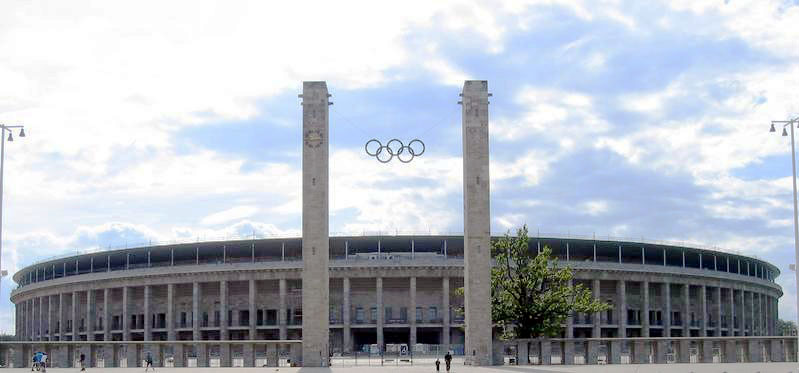
Stade olympique de Berlin

  - (Athlétisme) : à Bielefeld, l'Allemand Grete Heublein porte le record du monde du lancer du poids à 13,70 m.
  - (Sport automobile) : Grand Prix automobile de Pescara.
- 1936 :
  - (Jeux olympiques) : à Berlin, clôture des Jeux olympiques d'été de 1936.

### XXesièclede1951à2000
- 1970 :
  - (Cyclisme) : sous un vent violent, sur le circuit vallonné de 15,108 km à parcourir 18 fois (soit 271,96 km) de Leicester (Grande-Bretagne), le Belge Jean-Pierre Monseré remporte le championnat du monde sur route en battant le Danois Leif Mortensen (2e) à 2 secondes et l'Italien Felice Gimondi (3e).

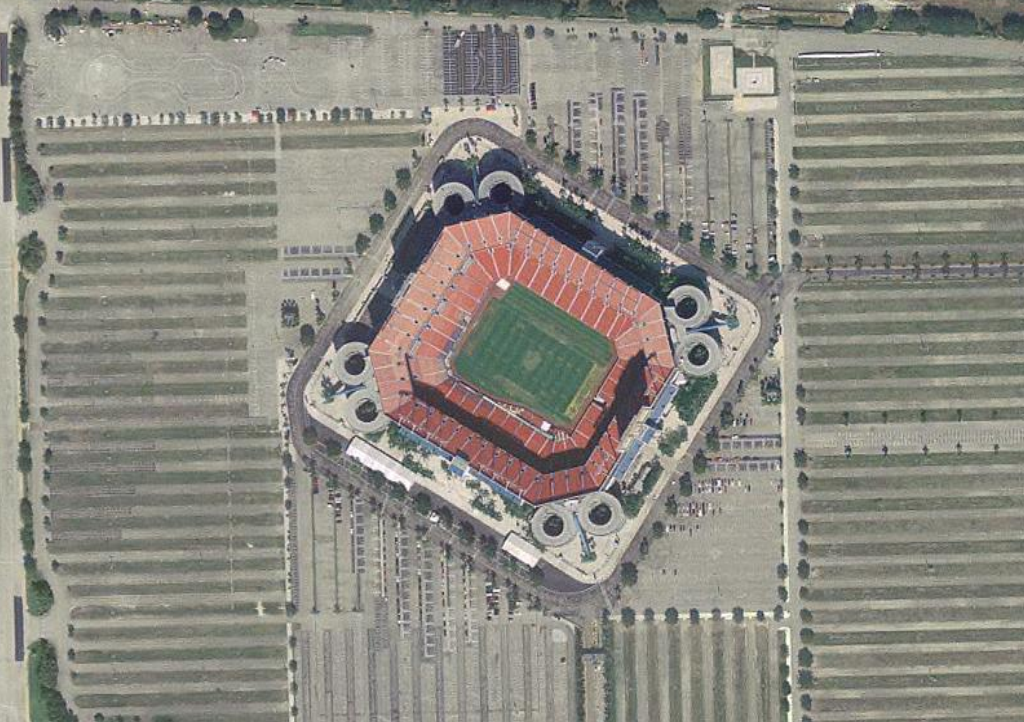
Le Dolphins Stadium de Miami

  - (Formule 1) : Grand Prix automobile d'Autriche.
- 1981 :
  - (Formule 1) : Grand Prix automobile d'Autriche.
- 1987 :
  - (Football américain) : à Miami, inauguration du Dolphin Stadium. Le Dolphins Stadium de Miami
  - (Formule 1) : Grand Prix automobile d'Autriche.
- 1992 :
  - (Formule 1) : Grand Prix automobile de Hongrie.
- 1998 :
  - (Formule 1) : Grand Prix automobile de Hongrie.
  - (Golf) : le Fidjien Vijay Singh remporte le tournoi de l'USPGA.

### XXIesiècle
- 2003 :
  - (Rugby à XV) : la Nouvelle-Zélande remporte le Tri-nations.
- 2005 :
  - (Golf) : l'Américain Phil Mickelson remporte le tournoi de l'USPGA.
- 2008 :
  - (Natation) : l'Américain Michael Phelps remporte sa huitième médaille d'or au cours de même Jeux olympiques, et établit ainsi une performance sans précédent.
- 2009 :
  - (Athlétisme) : le sprinter jamaïcain Usain Bolt remporte la finale du 100 m H aux championnats du monde d'athlétisme de Berlin, en battant son propre record du monde de 0,11 s en 9,58 s.
  - (Cyclisme sur route) : l'Américain Tyler Farrar remporte la 14e édition de la Vattenfall Cyclassics.
- 2015 :
  - (Sports équestres /Championnats d'Europe de dressage et de saut d'obstacles) : dans l'épreuve de la reprise en musique de dressage, victoire  de la Britannique Charlotte Dujardin.  En reining, le titre individuel revient à l'Italien Giovanni Masi de Vargas.
- 2016 :
  - (JO 2016) : 14e jour de compétition des Jeux de Rio.
- 2020 :
  - (Snooker /Championnat du monde) : en finale du championnat du monde de snooker qui se déroule au Crucible Theatre de Sheffield, c'est l'Anglais Ronnie O'Sullivan qui l'emporte face à son compatriote Kyren Wilson 18 - 8. C'est son 6e titre de champion du monde.
- 2021 :
  - (Cyclisme sur route /Tour d'Espagne) : sur la 3e étape qui se déroule entre Santo Domingo de Silos et Espinosa de los Monteros, sur une distance de 202,8 km, victoire de l'Estonien Rein Taaramäe qui s'empare du maillot rouge.
- 2024 :
  - (Cyclisme sur route /Tour de France Femmes) : Sur la 6e étape du Tour de France Femmes qui se déroule entre Remiremont et Morteau, sur une distance de 159,5 kilomètres et une succession de cols[1], Victoire de la Française Cédrine Kerbaol après une échappée. La Polonaise Katarzyna Niewiadoma conserve le maillot jaune.
  - (Football /Ligue 1) : début de la 87e édition du championnat de France de football et qui s’achèvera le 18 mai 2025. Cette édition est la 2e édition à dix-huit équipes, les trois promus de Ligue 2 sont l'AJ Auxerre, l'Angers SCO et l'AS Saint-Étienne. Ces trois clubs remplacent les trois clubs relégués, le FC Lorient, le Clermont Foot 63[2] et le FC Metz.

## Naissances

### XIXesiècle
- 1848 :
  - Albert Laumaillé, cyclotouriste, coureur sur vélocipède, grand-bi, bicyclette, motocyclette, tricycle, et enfin pilote de courses automobile français. († 24 août 1901).
- 1862 :
  - Amos Alonzo Stagg, entraîneur sportif américain. Pionnier du développement de plusieurs sports football américain, basket-ball, baseball et du sport universitaire. († 17 mars 1965).
- 1878 :
  - Léon Binoche, joueur de rugby à XV français. Champion olympique aux Jeux de Paris 1900. († 28 août 1962).
- 1881 :
  - Clarence Gamble, joueur de tennis américain. Médaillé de bronze du double aux Jeux de Saint-Louis 1904. († 13 juin 1952).
- 1883 :
  - Joseph Verlet, footballeur français. (7 sélections en équipe de France). († 22 juillet 1924).

### XXesièclede1901à1950
- 1912 : 
  - Edward Drake, footballeur anglais. (5 sélections en équipe nationale). († 30 mai 1995).
- 1929 : 
  - Helmut Rahn, footballeur allemand. Champion du monde de football 1954. (40 sélections en équipe nationale). († 14 août 2003).
- 1930 : 
  - Frank Gifford, joueur de football U.S. américain. († 9 août 2015).
  - Antonio Permunian, footballeur suisse.  (11 sélections en équipe nationale). († 5 mars 2020).
  - Tony Trabert, joueur de tennis américain. Vainqueur des US Open 1953 et 1955, des Roland Garros 1954 et 1955, du Tournoi de Wimbledon 1955, de la Coupe Davis 1954. († 3 février 2021).
- 1933 : 
  - Alfred Sosgórnik, athlète de lancer de poids polonais. († 8 février 2013).
- 1935 :
  - Arnaldo Pambianco, coureur cycliste italien. († 6 juillet 2022).
- 1938 : 
  - András Balczó, pentathlonien hongrois. champion olympique par équipes aux Jeux de Rome 1960, champion olympique par équipes et médaillé d'argent en individuel aux Jeux de Mexico 1968 puis champion olympique en individuel et médaillé d'argent par équipes aux Jeux de Munich 1972. Champion du monde de pentathlon moderne en individuel et par équipes 1963, 1965, 1966 et 1967, champion du monde de pentathlon moderne en individuel et médaillé d'argent par équipes 1969 puis champion du monde de pentathlon moderne par équipes et médaillé d'argent en individuel 1970.
  - Cosimo Nocera, footballeur puis entraîneur italien.  (1 sélection en équipe nationale). († 28 novembre 2012).
  - Buck Rodgers, joueur de baseball puis dirigeant sportif américain.
- 1942 : 
  - Lesley Turner, joueuse de tennis australienne. Victorieuse des tournois de Roland Garros 1963 et 1965, des Fed cup 1964 et 1965.
- 1948 :
  - Mike Jorgensen, joueur de baseball américain.
  - Gilles Le Baud, navigateur français. Vainqueur des Solitaires du Figaro 1973 et 1978.
- 1950 :
  - Léone Bertimon, athlète de lancer de poids française.
  - Hasely Crawford, athlète de sprint trinidadien. Champion olympique du 100m aux Jeux de Montréal 1976.
  - Wiltrud Drexel, skieuse alpine autrichienne. Médaillée de bronze du Géant aux Jeux de Sapporo 1972.

### XXesièclede1951à2000
- 1956 :
  - Dominique Erbani, joueur de rugby à XV français. Vainqueur du Grand Chelem 1987 et des tournois des Cinq Nations 1983, 1986 et 1989. (46 sélections en équipe de France).
  - Bryn Vaile, skipper britannique. Champion olympique en star aux Jeux de Séoul 1988.
- 1958 :
  - José Luis Clerc, joueur de tennis argentin.

- 1960 :

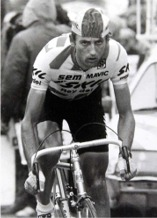
Éric Caritoux

  - Éric Caritoux, cycliste sur route français. Vainqueur du Tour d'Espagne 1984.
- 1961 :
  - Bertrand Pacé, navigateur français.
- 1963 :
  - Jelle Nijdam, cycliste sur route néerlandais. Vainqueur de l'Amstel Gold Race 1988.
- 1964 :
  - Jimmy Arias, joueur de tennis américain.
- 1968 :
  - Dmitri Kharine, footballeur soviétique puis russe. Champion olympique aux Jeux de Séoul 1988. Vainqueur de la Coupe d'Europe des vainqueurs de coupe 1998. (38 sélections en équipe nationale).
  - Mateja Svet, skieuse alpin yougoslave puis slovène. Médaillée d'argent du slalom aux Jeux de Calgary 1988. Championne du monde de ski alpin en slalom 1989.
- 1969 :
  - Yvan Muller, pilote de courses automobile français. Champion du monde des voitures de tourisme 2008, 2010, 2011 et 2013.
- 1970 :
  - Fabio Casartelli, cycliste sur route italien. Champion olympique sur route aux Jeux de Barcelone 1992. († 18 juillet 1995).
- 1972 :
  - James Dalton, joueur de rugby à XV sud-africain. Champion du monde de rugby à XV 1995. (43 sélections en équipe nationale).

- 1973 :

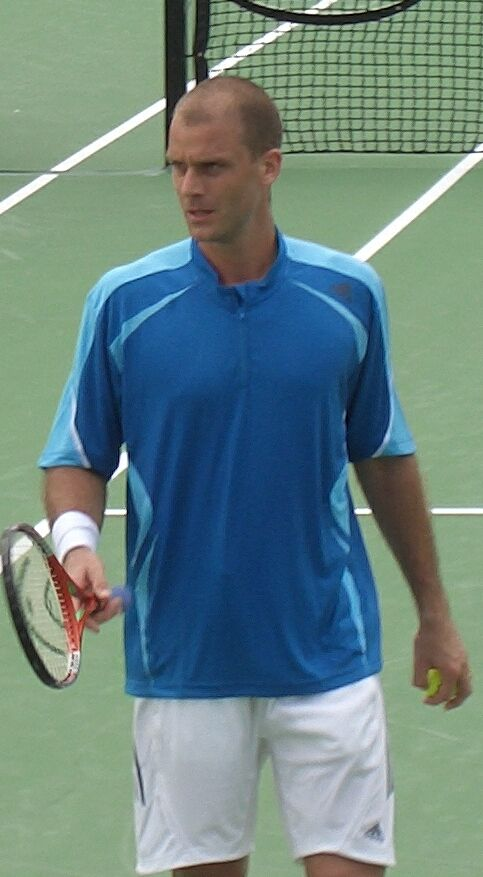
Cyril Saulnier

  - Sandrine Soubeyrand, footballeuse puis entraîneuse française. (198 sélections en équipe de France).
- 1974 :
  - Shivnarine Chanderpaul, joueur de cricket guyanien. (164 sélections en test cricket).
  - Bryan Chiu, canadien et joueur de foot canadien.
  - Didier Cuche, skieur alpin suisse. Médaillé d'argent du super G aux Jeux de Nagano 1998. Champion du monde de ski alpin du super-G 2009.
  - Krisztina Egerszegi, nageuse hongroise. Championne olympique du 200 m dos et médaillée d'argent du 100 m dos aux Jeux de Séoul 1988, championne olympique du 100 et 200 m dos puis du 400 m 4 nages aux Jeux de Barcelone 1992 puis championne olympique sur 200 m dos et médaillée de bronze sur 400 m 4 nages aux Jeux d'Atlanta 1996. Championne du monde de natation sur 100 et 200 m dos 1991. Championne d'Europe de natation du 100 et 200 m dos puis du 400 m 4 nages 1991, championne d'Europe de natation du 100 et 200 m dos, du 400 m 4 nages puis du 200 m papillon 1993 et championne d'Europe de natation du 200 m dos et 400 m 4 nages 1995.
  - Robin Hull, joueur de snooker finlandais.
  - Iván Hurtado, footballeur équatorien. (167 sélections en équipe nationale).
- 1975 :
  - Didier Agathe, footballeur français.
  - Cyril Saulnier, joueur de tennis français.
- 1976 :
  - Nuria Fernández, athlète de demi-fond espagnol. Championne d'Europe d'athlétisme du 1 500 m 2010.
  - Michael Greis, biathlète allemand. Champion olympique du 20 km, du relais 4×7,5km et du 15 km départ en ligne aux Jeux de Turin 2006. Champion du monde de biathlon du relais 4×7,5 km 2004, champion du monde de biathlon du 15 km départ en ligne 2007 puis champion du monde de biathlon du relais mixte 2008.
  - Elena Liashenko, patineuse artistique dames ukrainienne.
- 1977 :
  - Markus Palttala, pilote de courses automobile finlandais.
- 1979 :
  - Junot Mistoco, volleyeur français. Vainqueur du Challenge Cup 2006. (10 sélections en équipe de France).
- 1980 :
  - Julien Absalon, cycliste de VTT français. Champion olympique de cross-country aux Jeux d'Athènes 2004 et Jeux de Pékin 2008. Champion du monde de VVT 2004, 2005, 2006, 2007 et 2014. Champion d'Europe de VTT 2006, 2013, 2014, 2015 et 2016.
  - Denise Karbon, skieuse alpin italienne.
- 1981 :
  - Roque Santa Cruz, footballeur paraguayen. Vainqueur de la Ligue des champions 2001. (110 sélections en équipe nationale).
- 1982 :
  - Teodor Salparov, volleyeur bulgare. Vainqueur des Ligue des champions 2015, 2016 et 2017.
  - Julia Schruff, joueuse de tennis allemande.
- 1983 :
  - Antoine Mendy, basketteur franco-sénégalais. (30 sélections avec l'équipe du Sénégal).
  - Krystyna Palka, biathlète polonaise.
- 1987 :
  - Tian Pengfei, joueur de snooker chinois.
  - Carey Price, hockeyeur sur glace canadien. Champion olympique aux Jeux de Sotchi 2014.
- 1989 :
  - Khamis Esmaeel, footballeur émirati. (69 sélections en équipe nationale).
  - Moussa Sissoko, footballeur français. (58 sélections en équipe de France).
- 1990 :
  - Magali Harvey, joueuse de rugby à XV et à sept canadienne. (29 sélections avec l'équipe nationale de rugby à XV et 52 avec celle de rugby à sept
- 1991 :
  - Radosław Kawęcki, nageur polonais. Champion d'Europe de natation du 200 m dos 2012, 2014 et 2016.
- 1992 :
  - Hugo Descat, handballeur français. Médaillé de bronze aux Jeux de la jeunesse de Singapour 2010. Champion olympique aux Jeux de Tokyo 2020. (41 sélections en équipe de France).
  - Rokas Giedraitis, basketteur lituanien. (6 sélections en équipe nationale).
  - Quentin Fillon Maillet, biathlète français. Champion olympique du 20km individuel et de la poursuite puis médaillé d'argent du sprint, du relais mixte et du relais 4 × 7,5km aux Jeux de Pékin 2022. Médaillé de bronze du relais 4×7,5km aux Mondiaux de biathlon 2015, champion du monde de biathlon du relais mixte 2016, médaillé d'argent du relais 4×7,5km et du relais mixte aux Mondiaux 2017, de bronze du sprint et de la poursuite en 2019, champion du monde du relais mixte et médaillé d'argent du sprint et de la Mass start 2020, médaillé de bronze de la Mass Start 2021 puis champion du monde du relais 4×7,5km et médaillé de bronze du relais mixte 2023.
  - Pierre Pelos, basketteur français. (2 sélections en équipe de France).
  - Maxime Poundjé, footballeur franco-camerounais.
  - Ryan Rhoomes, basketteur américain.
  - Diego Schwartzman, joueur de tennis argentin.
- 1995 :
  - Josip Juranović, footballeur croate. (31 sélections en équipe nationale).
  - James Young, basketteur américain.
- 1996 :
  - Abdullah Al-Khaibari, footballeur saoudien. (6 sélections en équipe nationale).
  - Stanko Jurić, footballeur croate.
  - Jamie Ritchie, joueur de rugby à XV écossais. (42 sélections en équipe nationale).
  - Rashad Vaughn, basketteur américain.
- 1997 :
  - Kaba Gassama, handballeuse espagnole. (49 sélections en équipe nationale).
- 1999 :
  - Gabriel Vilardi, hockeyeur sur glace canadien. (7 sélections en équipe nationale).
- 2000 :
  - Pontus Rödin, footballeur suédois.

### XXIesiècle
- 2001 :
  - Jannik Sinner, joueur de tennis italien.

## Décès

### XXesièclede1901à1950
- 1905 : 
  - Jamie Anderson, 63 ans, golfeur écossais. Vainqueur des Open britannique 1877, 1878 et 1879. (° 27 juin 1842).
- 1940 : 
  - Henri Desgrange, 75 ans, journaliste et dirigeant sportif français. Créateur du Tour de France. (° 31 janvier 1865).

- 1943 : 

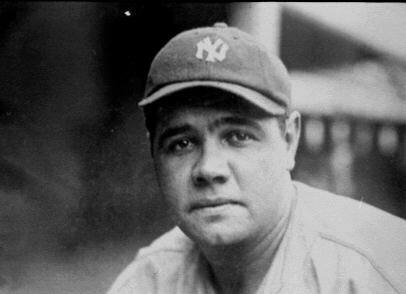
Babe Ruth

  - Gratien Michaux, 72 ans, ingénieur et pilote de course automobile français. (° 25 juin 1871).
- 1948 : 
  - Babe Ruth, 53 ans, joueur de baseball américain. (° 6 février 1895).

### XXesièclede1951à2000
- 1951 :
  - Hector Tiberghien, 61 ans, cycliste sur route belge. Vainqueur de Paris-Tours 1919. (° 18 février 1890).
- 1964 : 
  - Paul Weinstein, 86 ans, athlète de saut allemand. Médaillé de bronze de la hauteur aux Jeux de Saint-Louis 1904. (° 5 avril 1878).
- 1970 : 
  - Charles Juchault des Jamonières, 68 ans, tireur français. Médaillé de bronze du pistolet à 50m aux Jeux de Berlin 1936. († 18 avril 1902).
- 1975 : 
  - Vladimir Kuts, 48 ans, athlète de fond soviétique. Champion olympique du 5 000 et 10 000 m aux Jeux de Melbourne 1956. (° 7 février 1927).
- 1983 : 
  - Earl Averill, 81 ans, joueur de baseball américain. (° 21 mai 1902).
- 1997 : 
  - Yanick Dupré, 24 ans, hockeyeur sur glace canadien. (° 20 novembre 1972).
  - Jacques Pollet, 75 ans, pilote de rallyes automobile et d'endurance français. (° 28 juillet 1922).

### XXIesiècle
- 2004 : 
  - Ivan Hlinka, 54 ans, hockeyeur sur glace puis entraîneur tchécoslovaque puis tchèque. (° 26 janvier 1950).

- 2005 :

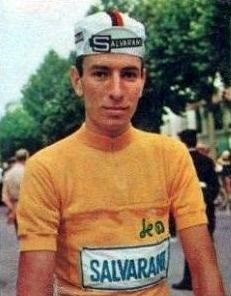
Felice Gimondi en 1965.

  - Aleksandr Gomelsky, 77 ans, entraîneur de basket soviétique puis russe. (° 18 janvier 1928).
  - Michel Pavic, 83 ans, footballeur et ensuite entraîneur yougoslave puis serbe. (° 11 novembre 1921).
- 2007 :
  - John Blewett III, 33 ans, pilote de courses automobile américain. (° 22 octobre 1973).
  - Jeroen Boere, 39 ans, footballeur néerlandais. (° 18 novembre 1967).
- 2016 :
  - Andrew Florent, 45 ans, joueur de tennis australien.  (° 24 octobre 1970).
  - João Havelange, 100 ans, avocat  et dirigeant sportif brésilien. Membre du COB puis du CIO et ensuite président de la FIFA entre 1974 et 1998. (° 8 mai 1916).
  - Luis Álvaro de Oliveira Ribeiro, 73 ans, homme d'affaires et dirigeant sportif brésilien. Président du Santos de 2009 à 2014. (° 16 décembre 1942).
- 2019 :
  - Felice Gimondi, 76 ans, cycliste sur route italien. Champion du monde de cyclisme sur route 1973. Vainqueur du Tour de France 1965, des Tours d'Italie 1967, 1969, 1976, du Tour d'Espagne 1968, de Paris-Roubaix 1966, des Tours de Lombardie 1966 et 1973, et de Milan-San Remo 1974. (° 29 septembre 1942).